# Boo! A Madea Halloween
Boo! A Madea Halloween es una película estadounidense de comedia de terror escrita y dirigida por Tyler Perry. Ozzie Areu, Will Areu y Perry están produciendo la película para Tyler Perry Studios. La idea de la película se originó a partir de  personaje ficticio Madea de la película de Halloween de Chris Rock Top Five. Lionsgate distribuyó la película el 21 de octubre de 2016 recibiendo críticas negativas, y recaudando más de 74 millones mundialmente.

## Sinopsis
Madea pasa un Halloween hilarante defendiéndose de asesinos y fantasmas. Todo esto mientras tiene que cuidar de un grupo de adolescentes desobedientes G.Z .

## Reparto
- Tyler Perry como Madea / Joe[4]
- Bella Thorne como Rian[5]
- Cassi Davis[4]
- Patrice Lovely[4]
- Andre Hall[4]
- Yousef Erakat como Jonathan[4]
- Lexy Panterra[4]
- Diamond White[4]
- Liza Koshy[4]
- Brock O'Hurn[4]
- Jimmy Tatro[4]
- JC Caylen[4]
- Kian Lawley[4]
- Mike Tornabene[4]

## Producción
La producción de la película comenzó a mediados de enero de 2016 en Atlanta (Georgia). El 4 de marzo de 2016 Lionsgate lanzó un teaser trailer de la película.